# Hilding Magnusson
Gustaf Hilding  Magnusson, född 30 april 1886 i Jönköping, död 27 november 1957 i Slottsstadens församling, Malmö, var en svensk veterinär.
Magnusson avlade veterinärexamen 1908, blev laborator vid Statens veterinärbakteriologiska anstalt 1911 och föreståndare vid Malmöhus läns hushållningssällskaps bakteriologiska laboratorium 1915. Magnusson gjorde sig känd som en framstående veterinärbakteriolog.
Hilding Magnusson erhöll 1936 professors namn, heder och värdighet och blev 1947 hedersdoktor vid Lunds universitet. Han blev 1930 ledamot av Kungliga Fysiografiska Sällskapet i Lund och 1938 av Kungliga Skogs- och Lantbruksakademien.